# Jatun Kunturiri
Jatun Kunturiri (aymara jatun stor, kunturi kondor, -(i)ri suffix, också Jatun Condoriri) är ett berg i Bolivia.   Det ligger i departementet Potosí, i den centrala delen av landet, 90 km sydväst om huvudstaden Sucre. Toppen på Jatun Kunturiri är 4 964 meter över havet, eller 83 meter över den omgivande terrängen. Bredden vid basen är 0,67 km.
Terrängen runt Jatun Kunturiri är kuperad åt sydväst, men åt nordost är den bergig. Trakten är tätbefolkad. Närmaste större samhälle är Potosí, 19,4 km nordväst om Jatun Kunturiri. 